# Epimeteu (mitologie)

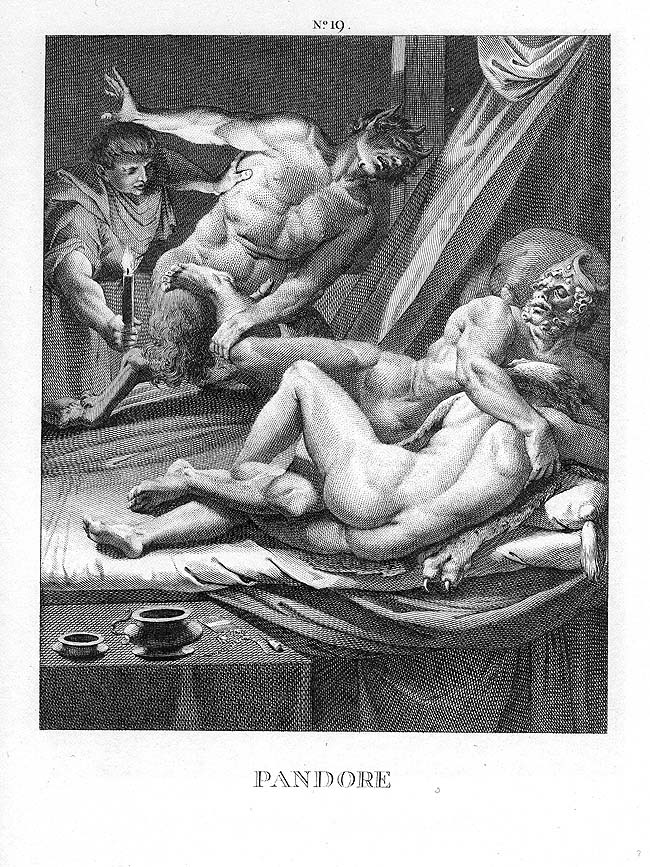
Epimeteu și Pandora, desen erotic de Agostino Carracci

Epimeteu (în greacă Επιμηθέας, Epimetheas)  a fost unul dintre titanii din mitologia greacă. Conform legendei, era fiul lui Iapetus și al oceanidei Clymene, fiind frate cu Atlas, Menoetius și Prometeu. În limba greacă, numele său înseamnă gând care vine prea târziu sau cel care gândește după ce a săvârșit ceva, în contrast cu al lui Prometeu, cel care gândește înainte de a săvârși.
După ce olimpienii au creat animalele și oamenii, Zeus i-a însărcinat pe Prometeu și Epimeteu să împartă darurile cerești noilor ființe. Asumându-și întreaga sarcină, Epimetheu a irosit darurile pe animale, fără să lase nimic oamenilor, lipsiți astfel de apărare în lupta vieții. Situația a fost salvată de Prometeu care a furat pentru oameni focul de la Hefaistos și inteligența de la Atena.
Mânios de îndrăzneala lui Prometeu, Zeus s-a servit de Epimetheus pentru a se răzbuna. Sedus de Pandora, femeia modelată de Hefaistos și refuzată de Prometeu, Epimeteu are nesăbuința să deschidă cutia primită ca dar de nuntă de la zei, răspândind astfel în toată lumea toate sentimentele și pornirile rele omenești.
Epimeteu este tatăl Pyrei care, mai târziu, a devenit soția lui Deucalion, fiul lui Prometeu. Pyra și Deucalion, refugiindu-se pe muntele Parnas, au fost, în mitologia greacă, singurii supraviețuitori ai Potopului.
Un corp ceresc a primit numele lui Epimeteu: asteroidul 1810 Epimetheus, descoperit pe 24 septembrie 1960 de către astronomii C.J. van Houten și I. van Houten-Groenveld de la Abservatorul astronomic Palomar.